# Władysław Loevy

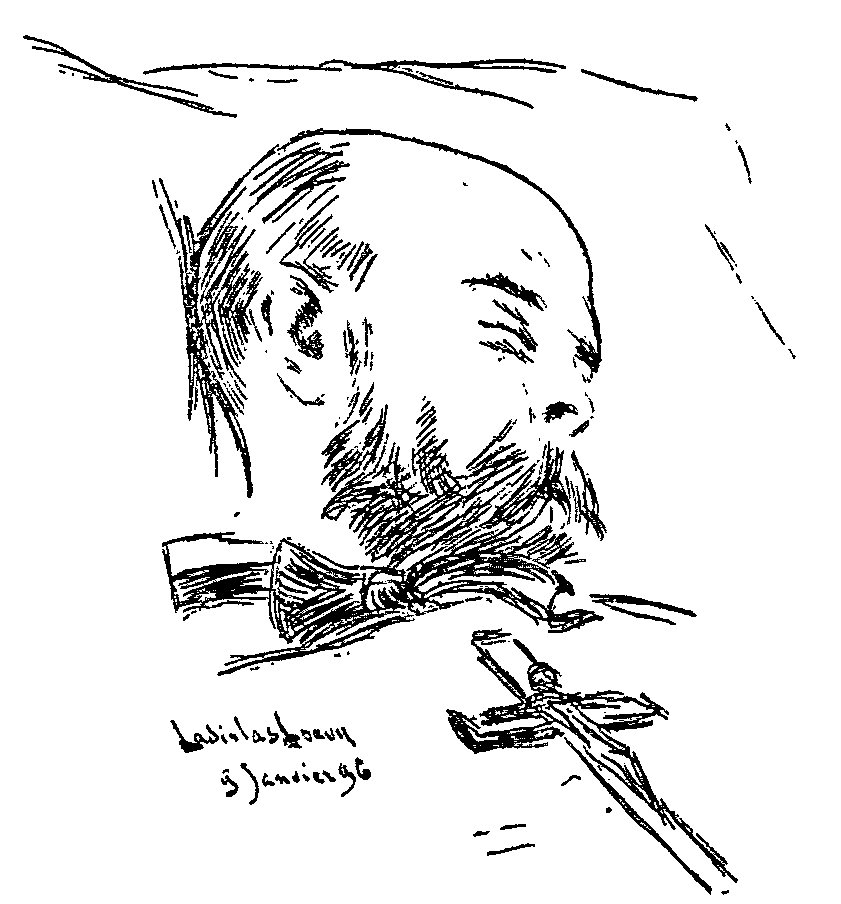
Szkic wykonany przez Władysława Loevy'ego

Władysław Loevy (także Ladislas Loévy) – polski malarz, działał w Paryżu. 
M.in. zdjął maskę pośmiertną Paula Verlaine’a i narysował jego portret pośmiertny w 1896.
Narysował też portret Stendhala.